# Nie Rongzhen
Nie Rongzhen, född 29 december 1899 i Kai härad, Sichuan, död 14 maj 1992 i Peking, var en kinesisk kommunist och general som spelade en viktig roll under det kinesiska inbördeskriget.
Nie kom från en välbärgad familj i Sichuan och sändes 1920 för att studera i Frankrike, där han läste till ingenjör och lärde känna Zhou Enlai. Han gick med i Kinas kommunistiska parti 1923 och fick sedan en militär utbildning vid Militärakademin i Whampoa.
Efter Folkrepubliken Kinas grundande spelade han en viktig roll i Koreakriget och han hade ett viktigt ansvar för Befrielsearméns kärnvapenprogram. 1955 blev han utsedd till marskalk av Folkrepubliken Kina.  Under kulturrevolutionen föll han i onåd.